# Dreher (Brauereibesitzer)

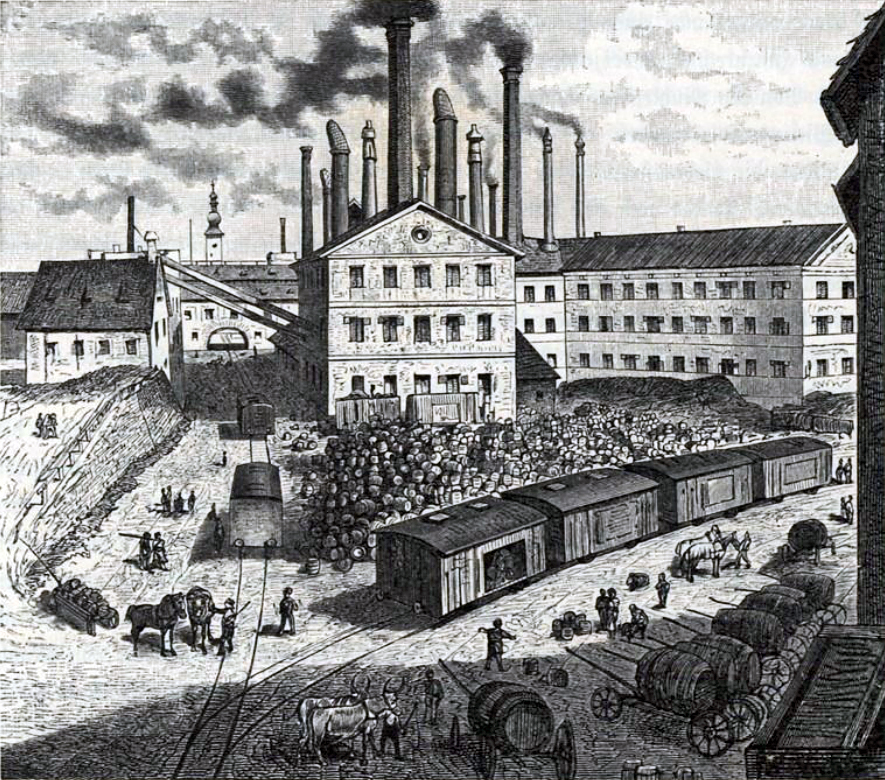
Brauerei Schwechat (vor 1889)

Dreher war der Name einer österreichischen Familie von Großindustriellen, die mit ihrer Brauerei Schwechat südöstlich von Wien eine wichtige Rolle bei der Verbreitung des Lagerbieres spielten. Die Biermarke Dreher existiert noch heute.

## Geschichte

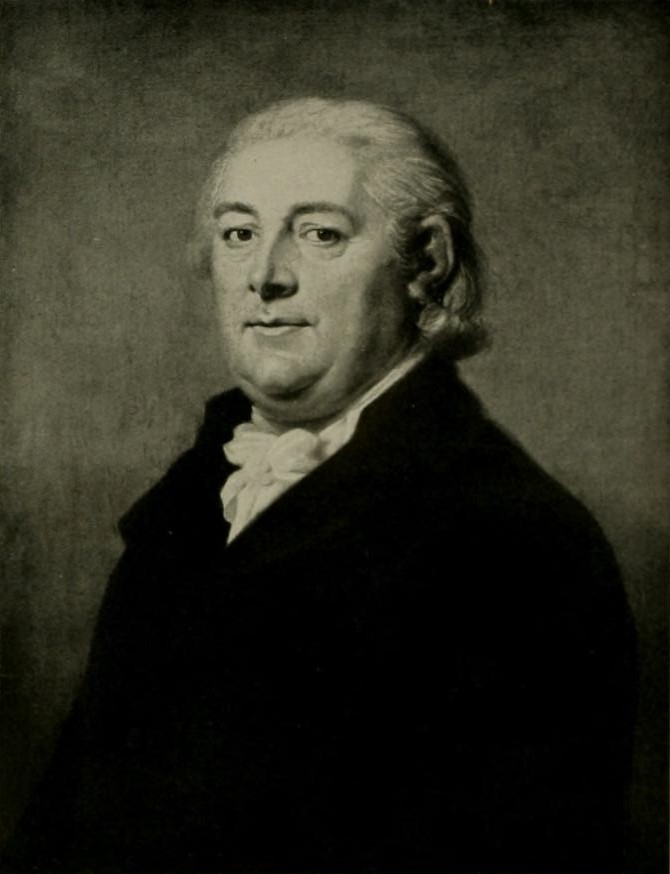
Franz Anton Dreher (1736–1820), gemalt von A.F. Oelenhainz

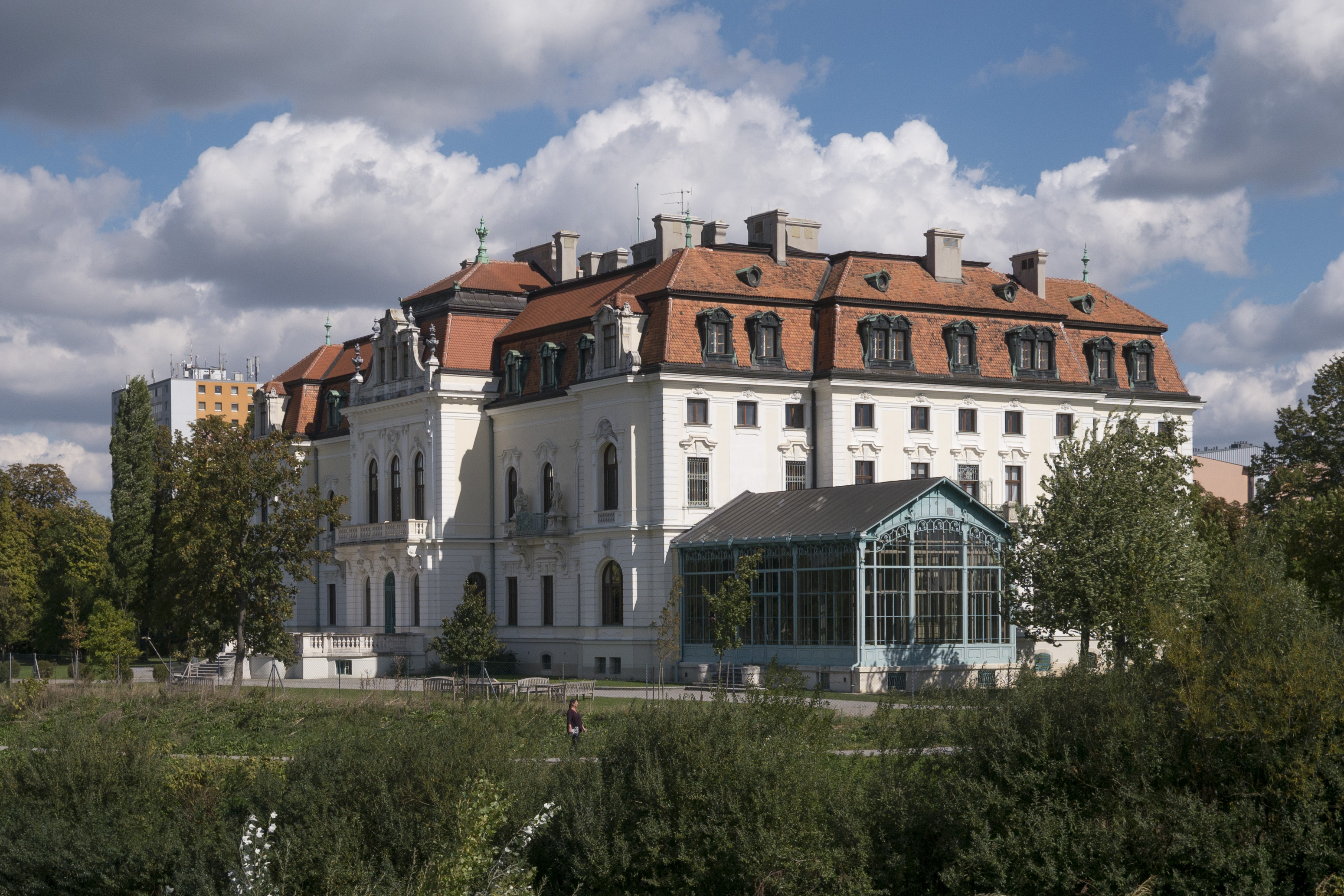
Das "Dreherschloss" Altkettenhof bei Schwechat

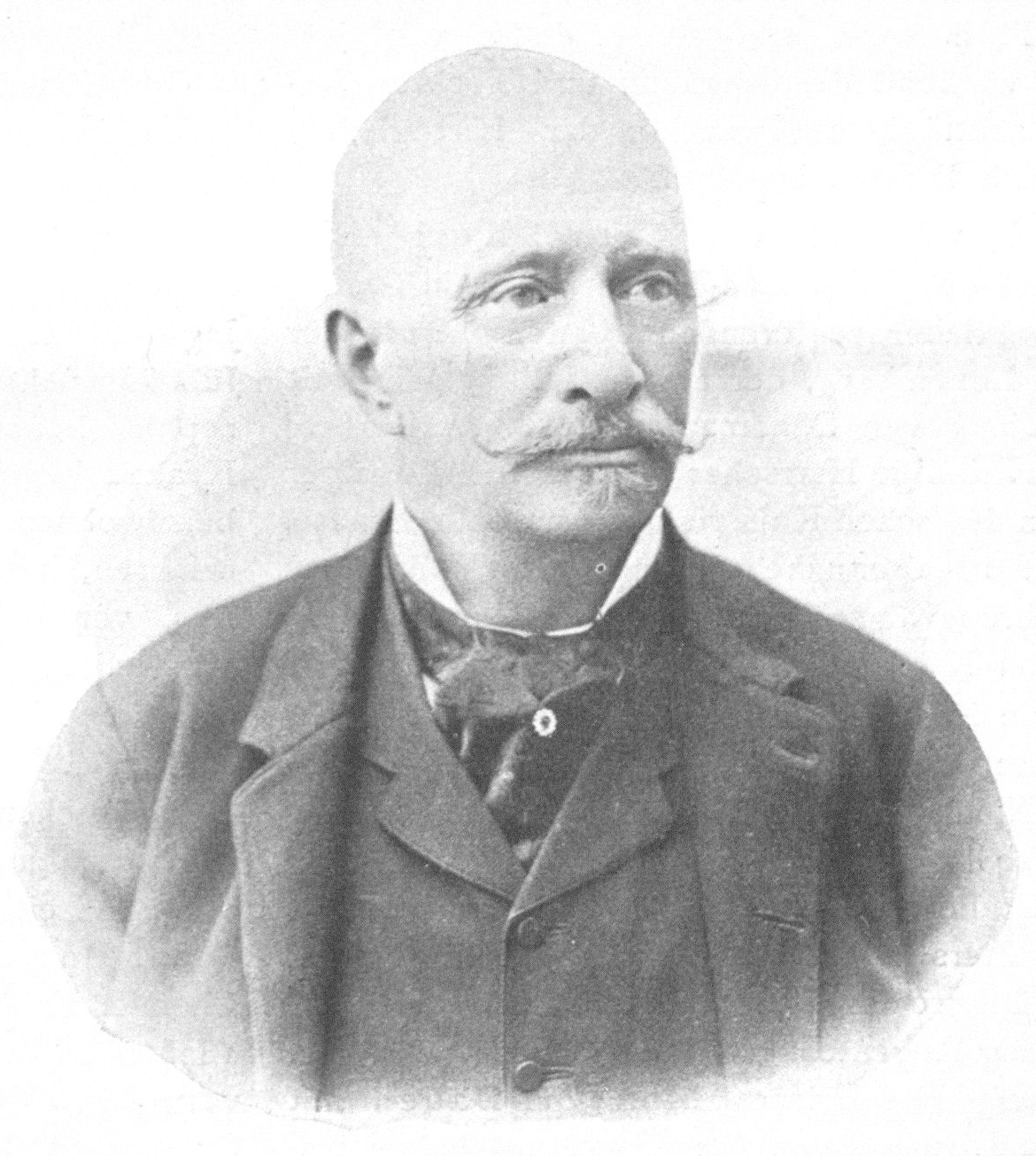
Anton Dreher junior (1849–1921), Portrait 1900

Begründer des später als „Bierdynastie“ bezeichneten österreichischen Zweiges der Familie Dreher war der aus  Pfullendorf im Großherzogtum Baden stammende Franz Anton Dreher (1736–1820). Er kam 1760 als Kellner nach Wien, wo er bald darauf die Brauerei Ober-Lanzendorf und 1782 auch das Brauhaus Im unteren Werd in der Leopoldstadt pachtete. 1796 kaufte er das Klein-Schwechater Brauhaus (die heutige Brauerei Schwechat) samt Grundstücken.
Sein Sohn Anton Dreher senior (1810–1863) pachtete 1836 von seiner Mutter das Klein-Schwechater Brauhaus, das er 1839 mit dem Geld seiner Gattin kaufen konnte. 1841 erfand er das Lagerbier und baute die Brauerei Schwechat im Laufe der 1850er Jahre zur größten des europäischen Festlandes aus. Er kaufte zudem mehrere kleine Brauereien auf: 1859 die Brauerei Michelob bei Saaz in Böhmen und 1862 die Brauerei Steinbruch in Budapest. 1861 bis 1863 war Anton Dreher senior Landtags- und Reichsratsabgeordneter und einer der größten Steuerzahler der Monarchie. Kurz vor seinem Tod vertraute er dem Wiener Rechtsanwalt Cajetan Felder die Vormundschaft über seinen minderjährigen Sohn Anton Dreher junior (1849–1921) und die Leitung der Brauereibetriebe an.
Anton Dreher junior erwarb 1869 die Brauerei Triest, übernahm 1870 die väterlichen Firmen und begann den Export des Lagerbiers in alle Welt. Anton Dreher junior war ab 1884 Abgeordneter zum Niederösterreichischen Landtag sowie ab 1902 Mitglied des Herrenhauses des Reichsrats und Präsident des Centralverbandes der Industriellen Österreichs (CVIÖ). 1872 kaufte er das Schloss Altkettenhof in Schwechat, das er 1902 von Architekt Emil Bressler und dem Schwechater Baumeister Johann Miksch im neobarocken Stil umbauen ließ. Die Inneneinrichtung wurde von Portois & Fix gestaltet. Nach 1921 wurde es von seiner Witwe Katharina bewohnt und 1938 an die Stadt Schwechat verschenkt. In Wien besaßen die Dreher das Palais Dreher in der Operngasse und in Triest das Palazzo Dreher, in dem später die Börse untergebracht wurde.
1913 erfolgte die Fusion der Brauerei Schwechat mit der Brauerei St. Marx und der Brauerei Simmering zur Vereinigte Brauereien Schwechat, St. Marx, Simmering – Dreher,  Mautner, Meichl AG. Während des Ersten Weltkriegs wurde der Braubetrieb drastisch eingeschränkt. Nach dem Tod von Anton Dreher junior 1921 wurde dessen ältester Sohn Anton Eugen Dreher (1871–1925) zum Präsidenten der Vereinigten Brauereien AG gewählt, Universalerbe sowie Majoratsherr wurde jedoch Oskar Dreher, der damals acht Jahre alte Enkel von Anton Dreher junior. Nach dem Tod Anton Eugen Drehers 1925 wurde die Führung des Konzerns von einem Verwandten übernommen, der noch 1925 die ihm zugefallenen Aktien der Brauerei zur Gänze an ein Bankenkonsortium unter Führung der Schoellerbank verkaufte. Mit dem Tod des zwölfjährigen Oskar am 25. Februar 1926 erlosch der von Franz Anton Dreher begründete österreichische Zweig der Familie.
Die Grablege der Familie Dreher ist das Dreher-Mausoleum auf dem Friedhof von Schwechat.

## Genealogie (Auszug)
1. Franz Anton Dreher (1736–1820) ⚭ I. Maria Anna Huber († 1803), kinderlos; ⚭ II. Katharina Widter (1786–1864), und hatte 3 Töchter und 1 Sohn:
  1. Anton Dreher senior (1810–1863) ⚭ I. Anna Wißgrill († 1841), kinderlos; ⚭ II. Anna Herrfeldt, und hatte 1 Sohn:
    1. Anton Dreher junior (1849–1921) ⚭ Katharina Meichl (1850–1937) und hatte 3 Söhne:
      1. Anton Eugen Dreher (1871–1925) ⚭ N.N. und hatte 1 Sohn und 1 Tochter:
        1. Anton Dreher III. (??–1917)
        2. Katharina Wünschek–Dreher (1896–1978) ⚭ Alfons Franz Wünschek (1871–1949)

      2. Eugen Anton Dreher (1872–1949)
      3. Theodor Anton Dreher (1874–1914) ⚭ N.N. und hatte 1 Sohn:
        1. Oskar Dreher (1913–1926), Universalerbe